# Python Software Foundation
Python Software Foundation (PSF) – organizacja nienastawiona na zysk zajmująca się językiem programowania Python. Została założona 6 marca 2001. Misja fundacji polega na promowaniu, ochronie i rozwoju języka Python, a także wspieraniu międzynarodowej społeczności programistów piszących w tym języku. PSF jest odpowiedzialna za nadzorowanie procesów odbywających się w ramach tejże społeczności, takich jak rozwijanie jego głównej dystrybucji, zarządzanie prawami oraz pozyskiwanie funduszy. Python Software Foundation otrzymała w 2005 roku prestiżową nagrodę Horizon Award przyznawaną przez Computerworld za wkład w nowoczesne technologie.

## Misja PSF
Zadania i cele fundacji, a także kierunki oraz zakres jej działania są zdefiniowanie w dokumencie określanym jako misja fundacji. Zgodnie z nią, PSF:
- tworzy główną dystrybucję Pythona oraz udostępnia ją publicznie i za darmo (dotyczy to języka, biblioteki standardowej i dokumentacji, instalatorów, kodów źródłowych, materiałów edukacyjnych oraz wybranych narzędzi i programów)
- ustala treść licencji PSF w taki sposób, aby zapewnić prawa licencjobiorców do swobodnego uzyskiwania, użytkowania, przekazywania oraz modyfikowania treści, do których prawa posiada PSF
- współpracuje z Open Source Initiative w celu zapewnienia zgodności licencji PSF z Definicją Otwartego Źródła (the Open Source Definition)
- dysponuje prawami do Pythona w wersji 2.1 i kolejnych.
- stara się o uzyskanie praw do wcześniejszych wersji Pythona (oraz programów i narzędzi związanych z językiem Python) w celu wydania ich na licencji PSF (dla wygody użytkowników)
- zapewnia prawną ochronę nazwy Python, a także nazw handlowych i oznaczeń, do których prawa posiada PSF
- zarządza zmianami w głównym kodzie Pythona oraz innych otwartych kodach źródłowych związanych z językiem Python
- zbiera fundusze w celu wspierania działalności PSF
- upowszechnia, promuje i wspiera działania mające na celu rozwój zasobów edukacyjnych oraz technologii związanych z językiem Python; dotyczy to między innymi utrzymania strony internetowej, planowania poświęconych językowi Python konferencji czy fundowanie tzw. grantów na projekty o otwartym kodzie źródłowym
- wspiera badania naukowe dokonywane w interesie publicznym i związane z językiem Python

Misja w obecnym brzmieniu została uchwalona przez zarząd fundacji 2 marca 2002 z poprawkami z 15 kwietnia 2006. Szczegółowe informacje dostępne są na stronie uchwał zarządu.

## Członkostwo w PSF
Jako organizacja nienastawiona na zysk, fundusze na swoją działalność PSF czerpie między innymi ze składek członkowskich. Dzięki temu jest ona podmiotem prawnym, który może dysponować majątkowymi prawami autorskimi oraz znakami handlowymi związanymi z językiem Python. Członkowie PSF wspierają zarówno język programowania, jak i społeczność; są oni reprezentantami społeczności przy ustalaniu dalszych kierunków działania PSF.

### Rodzaje członkostwa
Istnieją trzy rodzaje członkostwa w PSF:
1. Członkowie nominowani to osoby prywatne lub instytucjonalne (firmy), które wykazały się zaangażowaniem w rozwój języka lub w znaczący sposób przysłużyły się społeczności. Są oni nominowani i wybierani przez istniejących członków fundacji.
2. Sponsorzy to członkowie nominowani, którzy opłacają coroczną składkę członkowską.
3. Członkowie emerytowani to byli nominowani lub byli sponsorzy, którzy nie posiadają już prawa głosu i nie są brani pod uwagę przy ustalaniu quorum.

### Otrzymanie członkostwa w PSF
Aby zostać członkiem PSF, należy przejść przez następujące etapy:
1. Nominacja przez obecnego członka PSF. Nominacja członkowska jest formą uznania za zasługi dla języka lub społeczności. Zaakceptowanie nominacji oznacza potwierdzenie chęci promowania języka jak również dalszego wspierania społeczności.
2. Wypełnienie i wysłanie formularza członkowskiego przynajmniej dziesięć dni przed zebraniem, na którym będą rozważane nowe kandydatury.
3. Akt wybrania kandydata na członka przez obecnych członków fundacji. Wybory odbywają się na corocznych spotkaniach, zwykle podczas konferencji PyCon.

Sponsorzy muszą dodatkowo opłacić roczną składkę członkowską.
Podczas nominacji i powoływania nowych członków obecni członkowie PSF biorą pod uwagę dotychczasowe zaangażowanie i pracę kandydata; rozważają przy tym następujące kryteria:
- dokonanie znaczącego wkładu w projekt
- przejawianie zainteresowania toczącymi się pracami nad językiem
- podjęcie pewnej odpowiedzialności (zarządzanie stroną internetową języka Python, pisanie artykułów oraz książek, organizowanie tematycznych spotkań oraz konferencji, przygotowywanie podsumowań oraz pisanie nowinek, utrzymywanie języka, pisanie dokumentacji, aktywne zaangażowanie w działalność społeczności, działania marketingowe promujące język Python, zdobywanie funduszy itp.)
- aktywność w jednej z grup skupiających członków społeczności (python-dev, lista osób podejmujących działania marketingowe na rzecz języka, grupa zainteresowań i tym podobne)
- bycie widocznym (przynajmniej kilku obecnych członków powinno słyszeć wcześniej o kandydacie; przynajmniej jeden powinien wiedzieć wystarczająco dużo, aby kandydata wspierać w jego dalszej drodze)

## Wolontariat
PSF współpracuje z wolontariuszami, którzy wspierają fundację w jej działaniach i pomagają w wykonywaniu zadań wynikających z misji fundacji. Wolontariuszem zostać może każda osoba zainteresowana współpracą, która zgłosi się na liście mailowej wolontariuszy. Wolontariusze zajmują się między innymi organizowaniem konferencji PyCon, reprezentowaniem PSF na innych konferencjach, pomocą w zdobywaniu funduszy i sponsorów, przeprowadzaniem prezentacji na temat fundacji w lokalnych grupach użytkowników oraz oferują swoją pomoc przy okazji innych inicjatyw fundacji.